# Villamuelas
Villamuelas ist eine zentralspanische Gemeinde mit 613 Einwohnern (Stand: 2024) in der Provinz Toledo der Region Kastilien-La Mancha.

## Lage und Klima
Villamuelas liegt im Norden der historischen Landschaft der La Mancha ca. 29 km (Fahrtstrecke) ostsüdöstlich der Stadt Toledo in einer Höhe von ca. 600 m. Der Río Algodor durchquert den Westen der Gemeinde. Dieser wird zum kleinen Stausee Embalse de El Castro aufgestaut.
Das Klima im Winter ist rau, im Sommer dagegen trocken und warm; der spärliche Regen (ca. 419 mm/Jahr) fällt überwiegend in den Wintermonaten.

## Bevölkerungsentwicklung
| Jahr      | 1970 | 1981 | 1991 | 2001 | 2011 | 2021 |
| Einwohner | 784  | 761  | 776  | 739  | 731  | 613  |

## Sehenswürdigkeiten
- Magdalenenkirche (Iglesia de Santa María Magdalena)

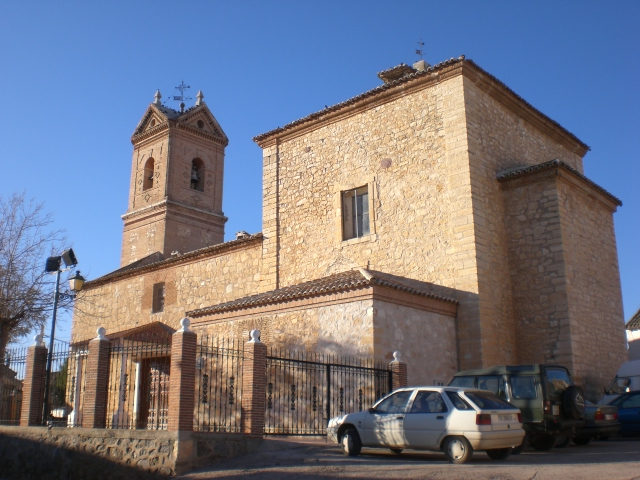
Magdalenenkirche
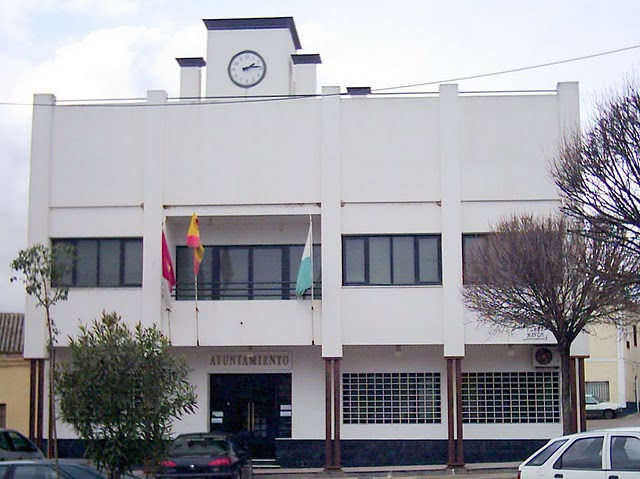
Rathaus
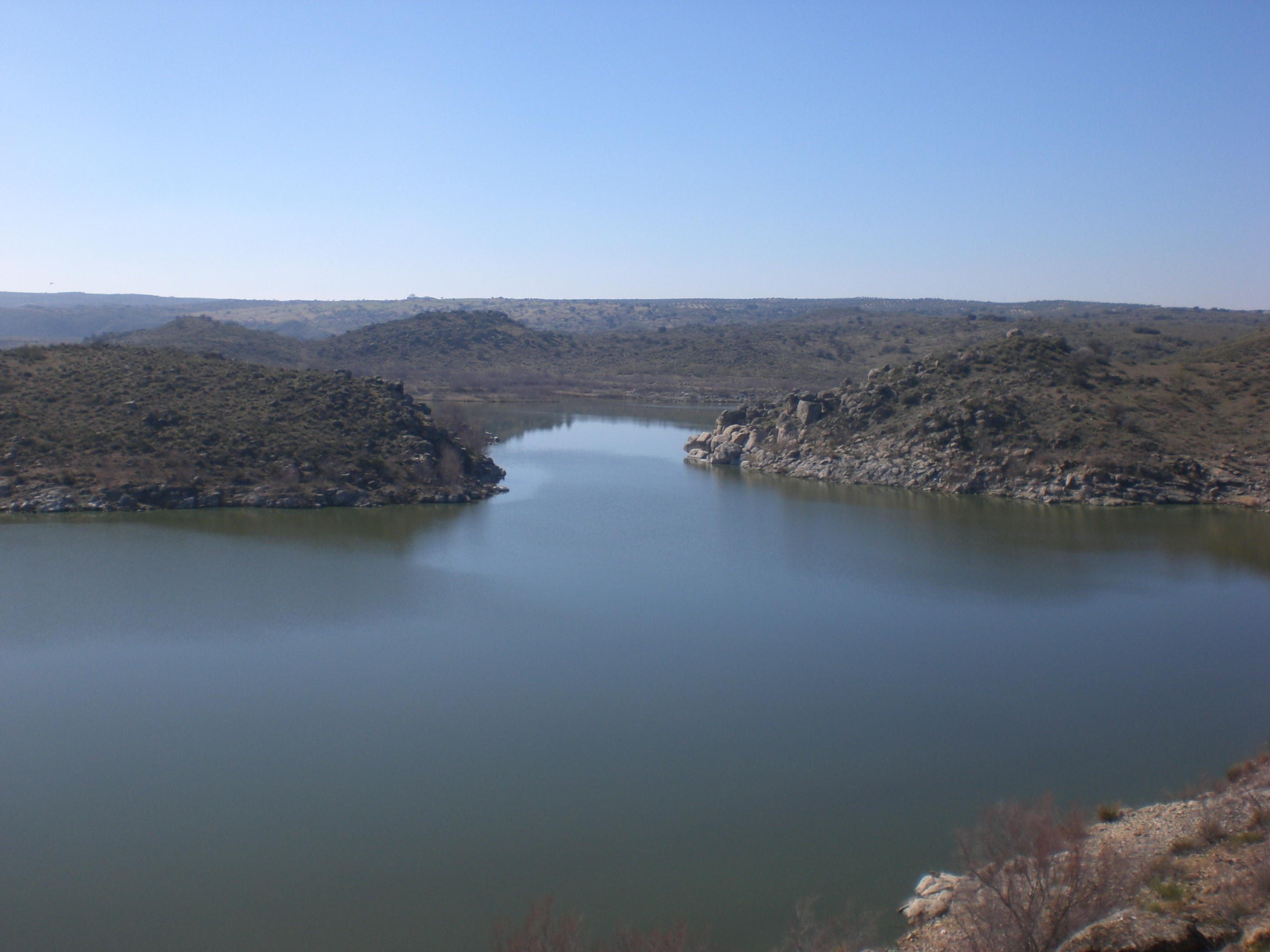
Stausee Embalse del Castro